# Siby Mathew Peedikayil

Bischofswappen von Siby Mathew Peedikayil

Siby Mathew Peedikayil HGN (* 6. Dezember 1970 in Meloram, Kerala) ist ein indischer Ordensgeistlicher und römisch-katholischer Bischof von Aitape.

## Leben
Siby Mathew Peedikayil trat der 1984 gegründeten Ordensgemeinschaft der Heralds of Good News bei und legte am 3. Juli 1986 die Profess ab. Die Priesterausbildung absolvierte er in Indien, wo er 1994 am St. Albert’s College in Ranchi das Theologiediplom erlangte. Am 1. Februar 1995 empfing er das Sakrament der Priesterweihe.
Nach der Priesterweihe erwarb er 1996 den Mastergrad in Theologie und war bis 1997 Spiritual am Priesterseminar St. Joseph in Andhra Pradesh. 1998 ging er als Missionar nach Papua-Neuguinea, wo er im Bistum Vanimo Rektor des Knabenseminars und Dozent am Priesterseminar St. Charles Borromeo war. Von 2003 bis 2004 war er Generalvikar des Bistums Vanimo. Er kehrte nach Indien zurück und war von 2004 bis 2008 Pfarrer sowie Regens des Priesterseminars St. Joseph in Khammam. Von 2008 bis 2014 leitete er als Provinzial die Ordensprovinz St. Paul seiner Gemeinschaft. Im Jahr 2014 kehrte er nach Papua-Neuguinea zurück und war erneut im Bistum Vanimo tätig. Er war Pfarrer und Bischofsvikar für die Seelsorge. Zudem gehörte er dem Konsultorenkollegium an und lehrte ab 2015 erneut am Priesterseminar St. Charles Borromeo. Von 2018 bis zu seiner Ernennung zum Bischof war er erneut Generalvikar des Bistums Vanimo.
Am 13. Mai 2021 ernannte ihn Papst Franziskus zum Bischof von Aitape. Der Erzbischof von Port Moresby, John Kardinal Ribat, spendete ihm am 26. September desselben Jahres die Bischofsweihe. Mitkonsekratoren waren der Erzbischof von Madang, Anton Bal, und sein Amtsvorgänger Otto Separy, Bischof von Bereina.
Er ist der erste Angehörige seiner Ordensgemeinschaft, der zum Bischof ernannt wurde.